# Fußball-Europameisterschaft der Frauen 2001
Die Fußball-Europameisterschaft der Frauen 2001 (englisch: UEFA Women’s Championship) war die achte Ausspielung der europäischen Kontinentalmeisterschaft im Frauenfußball und fand vom 23. Juni bis 7. Juli nach 1989 zum zweiten Mal in Deutschland statt.
Zum letzten Mal wurde das Endturnier von der UEFA erst nach Abschluss der Qualifikationsspiele vergeben. Nachdem der DFB den Zuschlag für das Turnier erhielt, bewarben sich zahlreiche Mitgliedsverbände, Vereine und Kommunen als Spielorte. Hier erhielten die Landesverbände Württembergs und Thüringens den Zuschlag.
Titelverteidiger und Gastgeber Deutschland nutzte seinen Heimvorteil, gewann das Finale gegen Schweden mit 1:0 und wurde zum fünften Mal nach 1989, 1991, 1995 und 1997 und zum dritten Mal in Folge Europameister. Den entscheidenden Treffer erzielte Claudia Müller durch ein Golden Goal in der Verlängerung.

## Qualifikation
Folgende acht Mannschaften qualifizierten sich für die Endrunde:
| 4 Gruppensieger                | Deutschland | Frankreich | Norwegen | Russland |
| 4 Sieger der Relegationsspiele | Dänemark    | England    | Italien  | Schweden |

## Spielorte
Die 15 Spiele wurden in drei württembergischen und zwei thüringischen Städten ausgetragen.
| Aalen |

| Erfurt |

| Jena |

| Reutlingen |

| Ulm |

| Aalen |

| Erfurt |

| Jena |

| Reutlingen |

| Ulm |

- In Erfurt wurde im Steigerwaldstadion gespielt. Die Heimspielstätte von Rot-Weiß Erfurt war mit 19.439 Plätzen das zweitgrößte der fünf Stadien. Drei Vorrundenspiele, davon die ersten zwei Auftritte des Gastgebers, wurden in Erfurt ausgetragen.
- Zweiter Spielort in Thüringen war das Ernst-Abbe-Sportfeld in Jena, Heimat des FC Carl Zeiss Jena. In dem 15.610 Zuschauer fassenden Stadion wurden drei Spiele der Vorrundengruppe A ausgetragen.
- Kleinstes Stadion war das Stadion an der Kreuzeiche in Reutlingen. Das 9.420 Plätze fassende Stadion sah zwei Spiele der Gruppe B. Das Stadion ist die Heimstätte des SSV Reutlingen 05.
- Die meisten Spiele wurden im Donaustadion in Ulm ausgetragen. Zwei Vorrundenbegegnungen, beide Halbfinals und das Finale wurden in dem für 21.000 Zuschauer zugelassenen Stadion ausgetragen. Das Donaustadion ist die Heimat des SSV Ulm 1846.
- Das Waldstadion in Aalen ist die Heimat des VfR Aalen. Das Stadion hatte ein Fassungsvermögen von 11.211 Plätzen und war Austragungsort von zwei Spielen der Gruppe B.

## Modus
Bei der Endrunde bildeten die acht Teilnehmer zwei Vorrundengruppen mit je vier Mannschaften, von denen sich jeweils die ersten beiden für das Halbfinale qualifizierten. In der Gruppenphase spielte jede Mannschaft gegen jede andere Mannschaft ihrer Gruppe nach dem Meisterschaftsmodus, wobei für einen Sieg drei und für ein Unentschieden ein Punkt vergeben wurde. Bei Punktgleichheit mehrerer Mannschaften in den Gruppenspielen entschied zunächst die größere Punktzahl aus den direkten Vergleichen. War auch diese gleich, so entschied die größere Tordifferenz im direkten Vergleich, danach die größere Zahl der erzielten Tore, die größere Tordifferenz aus allen Begegnungen sowie die höhere Zahl der geschossenen Tore aus allen Begegnungen.
Ab dem Halbfinale wurde das Turnier im K.-o.-System fortgesetzt, wobei sich der Sieger eines Spiels für die nächste Runde qualifizierte. Endete ein Spiel nach Ablauf der regulären Spielzeit unentschieden, wurde es um zweimal 15 Minuten verlängert, wobei die Golden-Goal-Regel angewendet wurde. War auch nach der Verlängerung keine Entscheidung gefallen, so wurde der Sieger der Begegnung im Elfmeterschießen ermittelt.

## Vorrunde
Die Auslosung fand am 8. März 2001 im Rathaus der Stadt Ulm statt. Gastgeber Deutschland sowie Olympiasieger Norwegen wurden vor der Auslosung als Gruppenköpfe gesetzt. Die Norwegerinnen wiesen den besten Koeffizienten auf, der aus den Qualifikationsspielen und dem Abschneiden bei der letzten Weltmeisterschaft ermittelt wurde. Zu den beiden Gruppenköpfen wurden je ein Gruppensieger der Qualifikation und zwei Relegationssieger zugelost.

### Gruppe A
| Pl. | Land        | Sp. | S | U | N | Tore    | Diff. | Punkte |
| --- | ----------- | --- | - | - | - | ------- | ----- | ------ |
| 1.  | Deutschland | 3   | 3 | 0 | 0 | 011:100 | +10   | 09     |
| 2.  | Schweden    | 3   | 2 | 0 | 1 | 006:300 | +3    | 06     |
| 3.  | Russland    | 3   | 0 | 1 | 2 | 001:700 | −6    | 01     |
| 4.  | England     | 3   | 0 | 1 | 2 | 001:800 | −7    | 01     |

|                                   |   |             |           |
| 23. Juni 2001 in Erfurt 14:15 Uhr |   |             |           |
| Deutschland                       | – | Schweden    | 3:1 (1:1) |
| 24. Juni 2001 in Jena 17:30 Uhr   |   |             |           |
| Russland                          | – | England     | 1:1 (0:1) |
| 27. Juni 2001 in Erfurt 15:00 Uhr |   |             |           |
| Deutschland                       | – | Russland    | 5:0 (1:0) |
| 27. Juni 2001 in Jena 17:00 Uhr   |   |             |           |
| Schweden                          | – | England     | 4:0 (2:0) |
| 30. Juni 2001 in Jena 14:10 Uhr   |   |             |           |
| England                           | – | Deutschland | 0:3 (0:0) |
| 30. Juni 2001 in Erfurt 14:10 Uhr |   |             |           |
| Schweden                          | – | Russland    | 1:0 (0:0) |

### Gruppe B
| Pl. | Land       | Sp. | S | U | N | Tore    | Diff. | Punkte |
| --- | ---------- | --- | - | - | - | ------- | ----- | ------ |
| 1.  | Dänemark   | 3   | 2 | 0 | 1 | 006:500 | +1    | 06     |
| 2.  | Norwegen   | 3   | 1 | 1 | 1 | 004:200 | +2    | 04     |
| 3.  | Italien    | 3   | 1 | 1 | 1 | 003:400 | −1    | 04     |
| 4.  | Frankreich | 3   | 1 | 0 | 2 | 005:700 | −2    | 03     |

|                                        |   |            |           |
| 25. Juni 2001 in Aalen 17:30 Uhr       |   |            |           |
| Italien                                | – | Dänemark   | 2:1 (1:0) |
| 25. Juni 2001 in Ulm 19:45 Uhr         |   |            |           |
| Norwegen                               | – | Frankreich | 3:0 (3:0) |
| 28. Juni 2001, in Reutlingen 17:30 Uhr |   |            |           |
| Frankreich                             | – | Dänemark   | 3:4 (2:2) |
| 28. Juni 2001, in Reutlingen 19:45 Uhr |   |            |           |
| Norwegen                               | – | Italien    | 1:1 (1:1) |
| 1. Juli 2001 in Aalen 16:30 Uhr        |   |            |           |
| Dänemark                               | – | Norwegen   | 1:0 (0:0) |
| 1. Juli 2001 in Ulm 16:30 Uhr          |   |            |           |
| Frankreich                             | – | Italien    | 2:0 (1:0) |

## Finalrunde

### Halbfinale
|                                |   |          |           |
| 4. Juli 2001, 15:00 Uhr in Ulm |   |          |           |
| Deutschland                    | – | Norwegen | 1:0 (0:0) |
| 4. Juli 2001, 17:30 Uhr in Ulm |   |          |           |
| Dänemark                       | – | Schweden | 0:1 (0:1) |

### Finale
|                                |   |          |          |
| 7. Juli 2001, 15:00 Uhr in Ulm |   |          |          |
| Deutschland                    | – | Schweden | 1:0 n.GG |

Das deutsche Team sicherte sich seinen fünften Titel durch ein Tor von Claudia Müller. Der Treffer fiel in der 98. Minute. Nach der zu dieser Zeit geltenden Golden-Goal-Regelung der UEFA war das Spiel mit diesem Treffer beendet.
Das Finale fand vor 18.000 Zuschauern im ausverkauften Donaustadion in Ulm statt und wurde von Schiedsrichterin Nicole Petignat aus der Schweiz geleitet.

## Schiedsrichterinnen
- Claudine Brohet
- Elke Frielenbach
- Wendy Toms
- Katriina Elovirta
- Bente Skogvang
- Eva Oedlund
- Nicole Petignat
- Rita Ruiz-Tacoronte

## Varia

### Berichterstattung
In Deutschland wurden die Spiele der deutschen Mannschaft von ARD und ZDF wechselnd live übertragen. Einige weitere Partien wurden vom Sender Eurosport gezeigt. International wurden die Halbfinals und das Finale in den jeweils beteiligten Ländern live übertragen.
Das Finale sahen in Deutschland in der Spitze bis zu fünf Millionen Fernsehzuschauer, was einem Marktanteil von ca. 38 Prozent ergab. Bei den Vorrundenspielen lag der Marktanteil zwischen 20 und 25 Prozent.

### Zuschauer
Insgesamt 92.703 Zuschauer sahen die 15 Partien der Europameisterschaft. Dies waren etwa dreimal so viele Zuschauer wie bei der EM 1997 in Norwegen und Schweden. Im Schnitt passierten 6.180 Zuschauer die Stadiontore. Die Auftritte der deutschen Nationalmannschaft sahen kumuliert 59.337 Zuschauer. Die höchste Zuschauerzahl wurde mit 18.000 beim Finale zwischen Deutschland und Schweden erreicht. Dafür sahen nur 820 Zuschauer die Vorrundenpartie zwischen Schweden und Russland.